# Celestino Andrés Sánchez Ramos
Celestino Andrés Sánchez Ramos (Màlaga, 24 de juliol de 1950 - Sabadell, 12 de juliol de 2025), conegut popularment com a "Celes", era un sindicalista i polític català d'origen andalús establert a Barberà del Vallès. Fou un destacat dirigent del PSUC i del PCC, i activista en moviments socials.

## Biografia
Fill d'una família treballadora, el seu pare, conegut com "Marín", era ferroviari i militant comunista que va ser represaliat per les seves activitats antifranquistes, patint presó i acomiadament de RENFE. Aquesta situació va portar la família a buscar un futur a Sabadell.
Establert a Sabadell vers el 1960, estudià oficialia industrial i mestria en la branca d'electricitat a l'Escola Industrial de Sabadell i a l'Escola Industrial de Barcelona. Treballà com a lampista i electricista, i exercí el sindicalisme durant els darrers anys del franquisme dins les files de CCOO. Militant del PSUC i de les Joventuts Comunistes de Catalunya des de 1967. Fou detingut i jutjat tres cops per associació il·lícita, propaganda il·legal i manifestació no pacífica, i condemnat a vint-i-un mesos de presó, dels quals només complí quatre a la presó Model de Barcelona. Durant la detenció que va patir arran de la celebració del 1r de maig de 1967, va ser apallissat brutalment.
En ser legalitzat el PSUC, Celes va ser responsable polític del comitè comarcal del Vallès Occidental i va ser escollit com a membre del Comitè Central del PSUC en el IV Congrés (1978) i el V Congrés (1981). Fou elegit diputat per la província de Barcelona a les eleccions al Parlament de Catalunya de 1980 i fou Secretari de la Comissió de Política Territorial del Parlament de Catalunya. A finals de 1981 va ser expulsat del PSUC amb una trentena de membres del Comitè Central després del V Congrés, i el 1982 va impulsar la fundació del Partit dels Comunistes de Catalunya (PCC), del qual va ser dirigent destacat. A les eleccions al Parlament de Catalunya de 1988 fou escollit novament diputat per Iniciativa per Catalunya. Fou secretari quart del Parlament de Catalunya, de la Comissió de Reglament i portaveu del Grup Mixt.
A les eleccions municipals espanyoles de 1999 fou escollit regidor de l'ajuntament de Barberà del Vallès per Esquerra Unida i Alternativa, i de 2003 a 2009 ha estat tinent d'alcalde de participació ciutadana. Va ser president de la Fundació Pere Ardiaca entre el 1987 i l'any 2014, desenvolupant una gran quantitat d'iniciatives de caràcter cultural, intel·lectual i polític d'esperit unitari en àmbits com la memòria històrica i democràtica.
També es troba integrat en el moviment dels "iaioflautes", vinculat al al Moviment 15-M, del qual va ser un dels impulsors més actius. Els iaioflautas són un col·lectiu de veterans lluitadors per la ruptura democràtica amb la dictadura, que lluiten pel futur de les seves filles i nets amb accions i ocupacions que anomenen "entremaliadures", connectant així la lluita de dues generacions contra els límits democràtics del règim de 1978. En els darrers anys, es va desvincular de l'activitat de partit però va continuar fins al darrer moment involucrat políticament, participant en les mobilitzacions i les lluites.